# Автопротолиз
Автопротолиз — гомофазный процесс самоионизации, обратимый процесс передачи протона от одной нейтральной молекулы жидкости к другой и образования в результате равного числа катионов и анионов.

## Автопротолиз как кислотно-основное взаимодействие
Понятие автопротолиза вытекает из протонной теории кислот и оснований Брёнстеда-Лоури. В ней понятие о кислотах и основаниях было объединено в единое целое, проявляющееся в кислотно-основном взаимодействии. Сущностью кислотно-основного взаимодействия по Брёнстеду-Лоури является передача протона от кислоты к основанию. При этом в любом кислотно-основном взаимодействии участвуют две пары сопряженных кислот и оснований (протолитов):
{\displaystyle {\mathsf {A1+B2\rightleftarrows A2+B1}}}
Растворители, которые являются протолитами по отношению к растворенным веществам, называются протонными растворителями. К их числу относятся вода H2O, аммиак NH3, фтороводород HF, уксусная кислота CH3COOH и др. Главное из свойств всех протонных растворителей — способность их молекул к автопротолизу: каждый протонный растворитель является амфолитом по отношению к самому себе.
Реакция автопротолиза в общем виде отвечает уравнению:
{\displaystyle {\mathsf {2HL\rightleftarrows H_{2}L^{+}+L^{-}}}}
При этом образуются так называемые лионий (катион растворителя) H2L+ (кислота сопряженной пары H2L+ / HL) и лиат (анион растворителя) L- (основание сопряженной пары HL / L-). Так, для воды автопротолиз протекает с образованием катионов гидроксония H3O+ и гидроксид-ионов, OH-):
{\displaystyle {\mathsf {2H_{2}O\rightleftarrows H_{3}O^{+}+OH^{-}}}}
Это равновесие называется равновесием автопротолиза воды.
Автопротолиз характерен не только для воды, но и для многих других протонных растворителей, молекулы которых связаны между собой водородными связями, например, для аммиака, метанола и фтороводорода:
{\displaystyle {\mathsf {2NH_{3}\rightleftarrows NH_{4}^{+}+NH_{2}^{-}}}}
{\displaystyle {\mathsf {2CH_{3}OH\rightleftarrows CH_{3}OH_{2}^{+}+CH_{3}O^{-}}}}
{\displaystyle {\mathsf {2HF\rightleftarrows H_{2}F^{+}+F^{-}}}}

## Константа автопротолиза
Применение закона действующих масс к равновесной гомофазной реакции автопротолиза позволяет получить количественную характеристику — константу автопротолиза (иначе ионное произведение) растворителя KS. Термин «константа автопротолиза» используется обычно в протолитической теории, а «ионное произведение» — в теории электролитической диссоциации.
Для протонного растворителя HL может быть записана соответствующая константа равновесия:
{\displaystyle {\mathsf {K_{c}={\frac {[L^{-}]\cdot [H_{2}L^{+}]}{[HL]^{2}}}=const=f(T)}}}
Степень протолиза очень мала и, следовательно, равновесная молярная концентрация непротолизованных молекул растворителя [HL] практически равна исходной концентрации этого растворителя CHL, то есть постоянна.
Объединяя постоянные Kс и [HL]2 в одну константу Kс · [HL]2 и обозначая её Ks, получим выражение:
{\displaystyle {\mathsf {K_{s}={[L^{-}]\cdot [H_{2}L^{+}]}=const=f(T)}}}
Величина Ks — константа автопротолиза или ионное произведение растворителя — служит количественной характеристикой реакции автопротолиза данного растворителя. Константа автопротолиза является постоянной величиной для данной температуры и данного растворителя.
Например, для уксусной кислоты:
{\displaystyle {\mathsf {2CH_{3}COOH\rightleftarrows CH_{3}COOH_{2}^{+}+CH_{3}COO^{-};\ \ \ K_{s}=2,5\cdot 10^{-13},20^{o}C}}}
Поскольку значения констант автопротолиза очень малы, на практике для удобства пользуются величиной, которая называется «показатель константы автопротолиза». Она рассчитывается как отрицательный десятичный логарифм константы автопротолиза:
{\displaystyle {\mathsf {pK_{s}=-lgK_{s}}}}
Показатели констант автопротолиза некоторых растворителей приведены в таблице.
| Растворитель                 | pKs  |
| ---------------------------- | ---- |
| Диметилсульфоксид            | 33,3 |
| Аммиак (жидкий)              | 32,5 |
| Ацетонитрил                  | 32,2 |
| Метилэтилкетон               | 25,7 |
| Гидразин                     | 24,7 |
| трет-Бутиловый спирт         | 22,8 |
| Изоамиловый спирт            | 21,4 |
| Ацетон (енольная форма)      | 21,1 |
| Вода                         | 14,0 |
| Уксусная кислота (безводная) | 12,6 |
| Фтороводород                 | 10,0 |
| Муравьиная кислота           | 6,30 |
| Серная кислота               | 5,0  |

## Автопротолиз воды
Наиболее важное значение имеет автопротолиз воды. Константа автопротолиза для воды обычно называется ионным произведением воды и обозначается как {\displaystyle K_{w}}. Ионное произведение численно равно произведению равновесных концентраций ионов гидроксония и гидроксид-анионов. Обычно используется упрощенная запись:
{\displaystyle {\mathsf {K_{w}=[H^{+}]\cdot [OH^{-}]}}}
При стандартных условиях ионное произведение воды равно 10−14. Оно является постоянной не только для чистой воды, но также и для разбавленных водных растворов веществ.
Автопротолиз воды объясняет, почему чистая вода, хоть и плохо, но всё же проводит электрический ток.
На основе ионного произведения воды вычисляются водородный показатель и константа гидролиза солей, константа сольватации (произведение растворимости) — важнейшие характеристики равновесных процессов в растворах электролитов.